# Місія порятунку
Місія порятунку (англ. The Hunt for Eagle One) — американський бойовик 2006 року.

## Сюжет
Лейтенант Метт Деніелс і його елітний бойовий загін отримують завдання дістатися в найнебезпечніший район філіппінських джунглів, де місцевими повстанцями та агентами Аль-Кайєди був збитий американський вертоліт. Їм треба врятувати пілота Емі Дженнінгс, капітана збройних сил США. Деніелс з самого початку знав, що їх операція не буде легкою прогулянкою, однак навіть він не уявляв, які ускладнення їх чекають. З важкими боями просуваючись по ворожих тилах, спецназівці дізнаються секрет ісламських терористів — місцезнаходження біологічної зброї масового ураження. Тепер, крім порятунку пілота у них з'являється ще одна місія.

## У ролях
| Актор                | Роль                         |
| -------------------- | ---------------------------- |
| Марк Дакаскос        | лейтенант Метт Деніелс       |
| Тереза Рендл         | капітан Емі Дженнінгс        |
| Рутгер Гауер         | генерал Френк Льюїс          |
| Джо Сюба             | капітан Сет Купер            |
| Зак Макгоун          | спеціаліст Генк Джексон      |
| Джо Фоззі            | спеціаліст Джефф Паркер      |
| Рей Малосо           | лейтенант Нарціско Монтальво |
| Рікардо Сепеда       | майор Агінальдо              |
| Джо Марі Авеллана    | генерал Ромеро Панліліо      |
| Рональд Асінас       | сержант Тоніто Бенгаян       |
| Роберт Ескутін       | капрал Джей Пі Домілас       |
| Джеррі Корпаз        | рядовий Амадор Магтуто       |
| Трой Де Гузман       | рядовий Марвелло Абая        |
| Рейвен Буладо        | рядовий Дон Тубаян           |
| Джоел Гірей          | рядовий Беніто Дюран         |
| Монсоур дель Росаріо | лейтенант Герман Реєс        |